# دارين (مغنية)
دارين أفيوني (ولدت في 20 أغسطس 1983)، والمعروفة باسم دارين، هي مغنية وكاتبة أغاني لبنانية - سويدية.، كانت أول أغنيتها المنفردة هي «أيوة» في ألبومها Ma Rulez. في عام 2006 أصدرت ألبومها الثاني بعنوان My Compliments.

## حياتها
ولدت دارين في طرابلس بلبنان عام 1983 لأب لبناني وأم رومانية.

### حياة مهنية
صدرت أغنية دارين «أيوة» في صيف 2004، من إنتاج EMI music Arabia و PRO Music. بعد ذلك، أطلقت دارين ألبومها Ma Rulez الذي تضمن نسختين من أغنية «أيوة» إلى جانب 18 أغنية جديدة. تضمن الألبوم «جا ليلي» (تنطق «يا ليلي»). كانت هذه ثاني أغنية دارين. أعيد إصدار الألبوم للمنطقة الأوروبية والذي كان له غلاف مختلف تضمن المزيد من الأغاني الإنجليزية. أصدرت دارين ألبومًا ثانيًا في عام 2006 بعنوان My Compliments مرة أخرى تحت EMI، وكان الألبوم يحتوي على 17 أغنية باللغتين الإنجليزية والعربية. أول أغنية من هذا الألبوم كانت تسمى «ما في الا أنت» وحصل الألبوم بشكل عام على تقييمات جيدة.
كانت دارين تمر بتغييرات إدارية وغيرت تسمية الإدارة الخاصة بها ولم تستمر في الترويج لألبومها الثاني. منذ ذلك الحين، تغيبت دارين عن الساحة الفنية وصناعة الموسيقى  وقامت بتسجيل بعض الأغاني بشكل مستقل وكانت تهدف إلى العودة. حاليا دارين تعيش في السويد ولا تعمل مع أي شركة أنتاج في الوقت الحالي.
تخطط دارين لإطلاق (ألبوم قصير) في صيف 2022، حيث يحتوي على أغاني تجريبية قديمة لم يسمع بها أحد من قبل إلى جانب أغنيتين جديدتين.

## ألبومات
1. Ma Rulez (قواعدي) 2004 [4]
2. My Compliments (تحياتي) 2006 [5]